# Kościół św. Idziego w Norymberdze
Kościół św. Idziego – barokowy kościół protestancki, znajdujący się w Norymberdze.

## Źródła
- Georg Stolz: Egidienkirche. In: Michael Diefenbacher, Rudolf Endres (Hrsg.): Stadtlexikon Nürnberg. 2., verbesserte Auflage. W. Tümmels Verlag, Nürnberg 2000, ISBN 3-921590-69-8
- Evang.-Luth. Pfarramt St. Egidien (Hrsg.): St. Egidien 1718-1959. Festschrift zur Wiedereinweihung der St. Egidienkirche in Nürnberg. Nürnberg 1959, 56 Seiten